# Laboratório Nacional de Los Alamos
Laboratório Nacional Los Alamos (anteriormente conhecido, em várias ocasiões, por Site Y,  Laboratório Los Alamos, e Laboratório Científico Los Alamos) é um laboratório federal pertencente ao Departamento de Energia dos Estados Unidos (DOE), gerido pela Universidade da Califórnia, localizado em Los Alamos, Novo México. O laboratório é uma das maiores instituições científicas multidisciplinares: com aproximadamente 10 400 colaboradores da Universidade da Califórnia e aproximadamente 2800 contratados, constitui a maior instituição empregadora na zona norte do Novo México.
Aproximadamente 1/3 do pessoal técnico do Laboratório é composto de físicos, 1/4 são engenheiros e 1/6 são químicos e especialistas de materiais; o restante pessoal trabalha em Matemática e Ciência Computacional, Biologia, Geociências, e outras disciplinas. Cientistas profissionais e estudantes deslocam-se também a Los Alamos na categoria de visitantes, com o intuito de participar em projetos científicos. As várias equipes do Laboratório colaboram com universidades e indústrias em pesquisa fundamental e aplicada, no sentido de desenvolver recursos futuros. O seu orçamento global anual é de cerca de 1850 milhões de euros (aprox. 2200 milhões de dólares).
Los Alamos é um dos dois laboratórios nos Estados Unidos onde é levado a cabo o desenho de armas nucleares (o outro local é o Laboratório Nacional de Lawrence Livermore). O laboratório foi designado, em 15 de outubro de 1966, um distrito do Registro Nacional de Lugares Históricos bem como, em 21 de dezembro de 1965, um Marco Histórico Nacional.

## História

### O Projecto Manhattan
O laboratório foi fundado durante a 2ª Guerra Mundial como um centro secreto de coordenação das pesquisas científicas do Projecto Manhattan, o projecto das forças aliadas para o desenvolvimento das primeiras armas nucleares. O Laboratório era oficialmente conhecido por Site Y. Em setembro de 1942, as dificuldades envolvidas na condução de estudos preliminares em armas nucleares por parte de várias universidades espalhadas por todo o país evidenciou a necessidade de criar um laboratório dedicado exclusivamente a esse propósito. O director científico do Projecto Manhattan, Robert Oppenheimer, o qual passou boa parte da sua juventude no Novo México, explorou a área juntamente com o General Leslie Groves e o físico Ernest O. Lawrence, tendo decidido por escolher uma mesa que havia sido em tempos uma escola conhecida por Los Alamos Ranch School. Oppenheimer tornou-se o primeiro director do Laboratório.
Durante o Projecto Manhattan, Los Alamos acolheu secretamente milhares de empregados (o seu único endereço de correio era para o apartado nº 1663 em Santa Fé), incluindo vários cientistas galardoados com o Prémio Nobel. Embora o contrato do Laboratório com a Universidade da Califórnia fosse inicialmente visto como temporário, a relação perdurou muito para além da guerra. Até os bombardeamentos de Hiroshima e Nagasaki, Robert Sproul, presidente da Universidade da Califórnia, desconhecia o desígnio do Laboratório, julgando estar a ser criado nas suas instalações um "raio mortal". O único membro da administração da Universidade que era conhecedor do seu verdadeiro propósito — na verdade, o único que conhecia a sua localização física exacta — foi o Secretário-Tesoureiro Robert Underhill, o qual estava encarregue de contratos e obrigações em tempo de guerra.

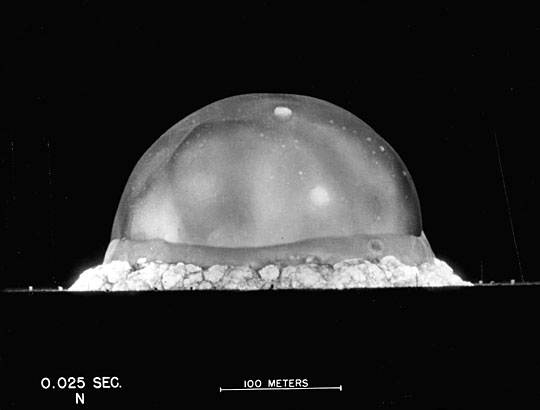
O teste nuclear "Trinity".

O trabalho do Laboratório culminou na criação de três bombas atómicas, uma das quais foi usada no primeiro teste nuclear perto de Alamogordo (Novo México) em 16 de Julho de 1945, tendo sido baptizada com o nome de código Trinity. As outras duas bombas, "Little Boy" e "Fat Man", foram usadas nos bombardeamentos de Hiroshima e Nagasaki (Japão), em 6 e 9 de Agosto de 1945, respectivamente.
Após a guerra, Oppenheimer retirou-se do cargo de director e este foi ocupado por Norris Bradbury, cuja missão inicial foi, por um lado, automatizar a montagem das bombas atómicas (até aí construídas à mão) por forma a permitir a sua produção em massa, e, por outro, alterar essas mesmas bombas por forma a que pudessem ser utilizadas por soldados convencionais sem a assistência de cientistas altamente treinados. Muitas das "luminárias" originais de Los Alamos escolheram deixar o Laboratório, e alguns tornaram-se mesmo opositores declarados ao desenvolvimento ulterior das armas nucleares.
Nos anos que se seguiram à década de 1940, Los Alamos foi responsável pelo desenvolvimento da bomba de hidrogénio e muitas outras variantes de armas nucleares. Em 1952 foi fundado o Laboratório Nacional Lawrence Livermore com o objectivo de se tornar um "rival" de Los Alamos. Esperava-se, assim, que a existência de dois laboratórios estimulasse a inovação na criação e desenvolvimento de tecnologia nuclear. Los Alamos e Livermore foram os primeiros laboratórios secretos na rede de laboratórios nacionais dos Estados Unidos, criando e desenvolvendo todo o arsenal nuclear do país. Trabalho adicional incluía pesquisa científica fundamental, desenvolvimento de aceleradores de partículas, física médica, e pesquisa em tecnologia de fusão nuclear controlada (no contexto do Projecto Sherwood). Vários testes nucleares foram levados a cabo nas Ilhas Marshall e no campo de provas de Nevada.

### O Pós-Guerra Fria
No fim da Guerra Fria, ambos os laboratórios passaram por um processo de diversificação científica intensa dos seus programas de pesquisa, com o objectivo de se adaptarem às novas e voláteis condições políticas, as quais não mais requeriam o mesmo esforço de pesquisa em tecnologia nuclear até aí despendido. Crê-se que o trabalho efectuado actualmente em Los Alamos na área da tecnologia nuclear se relaciona maioritariamente com simulações computacionais e gestão do seu arsenal nuclear.
Devido a vários eventos, o Laboratório atraiu ao longo do tempo publicidade negativa. Em 1999, o cientista de Los Alamos, Wen Ho Lee, foi acusado de 59 crimes relacionados com utilização indevida de informação confidencial, devido a ter descarregado segredos nucleares — "códigos de armas", usadas em testes computacionais de armas nucleares — e a ter-se apropriado de fitas magnéticas com dados, tendo-as retirado do laboratório. Após dez meses na cadeia, Lee declarou-se culpado de apenas uma das acusações, tendo as restantes 58 sido retiradas, juntamente com um pedido de desculpas do Juiz Distrital James Park pelo seu tempo de encarceramento. Lee foi, durante algum tempo, suspeito de ter partilhado segredos nucleares com a China, mas investigações concluíram que tal não era verdade. Em 2000, foi anunciado o desaparecimento, de uma área de alta segurança do Laboratório, de dois discos rígidos contendo informação confidencial, mas foram mais tarde descobertos por detrás de uma fotocopiadora. Em 2003, os directores do Laboratório demitiram-se após acusações de terem, por sua vez, demitido inadequadamente dois empregados que tinham alegado a existência de roubo generalizado no Laboratório.
Insatisfação política com a administração do Laboratório por parte da UC levou a que o Departamento da Energia abrisse, em 2003, o seu contrato com a Universidade da Califórnia a outros interessados. Embora a Universidade e o Laboratório tenham tido relações difíceis várias vezes desde o seu primeiro contrato por alturas da 2ª Guerra Mundial, esta foi a primeira vez que a universidade teve de competir pela administração do Laboratório. A Universidade da Califórnia conseguiu a posição de co-administrar o Laboratório juntamente com o gigante da engenharia civil Bechtel, ambos aliados contra a sociedade Universidade de Texas System / Lockheed-Martin. 
Em dezembro de 2005, foi anunciado que a Universidade da Califórnia tinha voltado a ganhar o seguinte contrato de 7 anos para a administração do Laboratório, sendo parte da recém-formada corporação Los Alamos National Security (LANS). Os membros da LANS são: Universidade da Califórnia, Bechtel, Washington Group International, e a divisão BWX Technologies do grupo energético McDermott International.
Em julho de 2004, um inventário de dados de armas secretas revelou que quatro discos rígidos se encontravam desaparecidos; foi subsequentemente apurado que dois dos discos foram incorrectamente movimentados para outro edifício, mas os restantes dois discos não foram encontrados. Em resposta, o diretor Peter Nanos fechou várias e vastas partes do Laboratório e repreendeu publicamente vários cientistas residentes pela sua atitude relaxada relativamente a procedimentos de segurança. No folheto informativo de Agosto do mesmo ano, o director escreveu: "Este desprezo deliberado pelas regras deve parar, e não me importa quantas pessoas terei de despedir para fazer com que pare"; as palavras de Nanos são igualmente citadas: "Se tiver de reiniciar o Laboratório com 10 pessoas, fá-lo-ei". 
No entanto, um relatório emitido em janeiro de 2005 refere que os discos foram apenas um evento num sistema de inventário já de si inconsistente (o relatório concluiu que 12 códigos de barras foram atribuídos a um grupo de discos rígidos que apenas necessitariam de 10; os dois códigos de barras excedentes apareceram, ainda assim, numa das listas principais). Desta forma, os auditores concluíram erroneamente que dois discos estavam desaparecidos. O relatório declara que "os discos alegadamente desaparecidos nunca existiram e não ocorreu risco de material confidencial ficar comprometido". Este incidente é visto por muitos como tendo contribuído para manter o descrédito relativamente à administração do Laboratório. Em março de 2005, Nanos abandonou o cargo de diretor.
O Laboratório Nacional Los Alamos albergou também o arquivo científico digital ArXiv.org.

## Operações estendidas
Com o apoio da National Science Foundation (Fundação Nacional da Ciência), LANL opera um dos três  National High Magnetic Field Laboratories em conjunto com e localizado em três outros locais: Universidade do Estado da Flórida em Tallahassee (Florida), e Universidade da Florida em Gainesville (Flórida).

## Directores
- J. Robert Oppenheimer (1943 - 1945)
- Norris Bradbury (1945 - 1970)
- Harold Agnew (1970 - 1979)
- Donald Kerr (1979 - 1986)
- Siegfried Hecker (1986 - 1997)
- John C. Browne (1997 - 2003)
- George Peter Nanos (2003 - 2005)
- Robert W. Kuckuck (2005 - 2006)
- Michael R. Anastasio (2006 – 2011)
- Charles F. McMillan (2011 – 2017)
- Terry Wallace (2018)
- Thomas Mason (2018 – presente)